# Zrosłogłowe
Zrosłogłowe, chimery (Holocephali) – gromada ryb (w niektórych ujęciach systematycznych podgromada w obrębie ryb chrzęstnoszkieletowych) obejmująca blisko 40 współcześnie żyjących gatunków zamieszkujących głębokie i chłodne wody morskie, oraz wiele taksonów kopalnych. Nazwa chimery jest odnoszona do współcześnie żyjących Holocephali, w odniesieniu do wymarłych gatunków z rodzin innych niż chimerowate nie powinna być stosowana. W zapisie kopalnym zrosłogłowe znane są z warstw górnego dewonu.

## Występowanie
Chłodne wody oceaniczne, poniżej 80 m p.p.m.

## Cechy charakterystyczne
Trwałe i nieruchome połączenie szczęki górnej z puszką mózgową (czaszka typu autostylicznego), kość podniebienno-kwadratowa zrośnięta z czaszką. Taka budowa umożliwia powiększanie jamy gębowej i gardzieli, zwiększa ruchliwość szczęk – ułatwia to pobieranie pokarmu.
Cztery szczeliny skrzelowe przykryte fałdem skórnym, z zewnątrz widoczny jest jeden otwór skrzelowy z każdej strony głowy. Brak steku. Samce mają pterygopodia.
Zęby są pozbawione szkliwa i zlane w płytki żujące (płytki zębowe). Długi nitkowaty ogon zakończony jest płetwą – epicerkalną, dyficerkalną lub biczowatego kształtu.
Największe gatunki osiągają długość maksymalnie do 1,5 m.
Zrosłogłowe osiedlają się przy dnie zbiornika wodnego. Odżywiają się fauną denną.

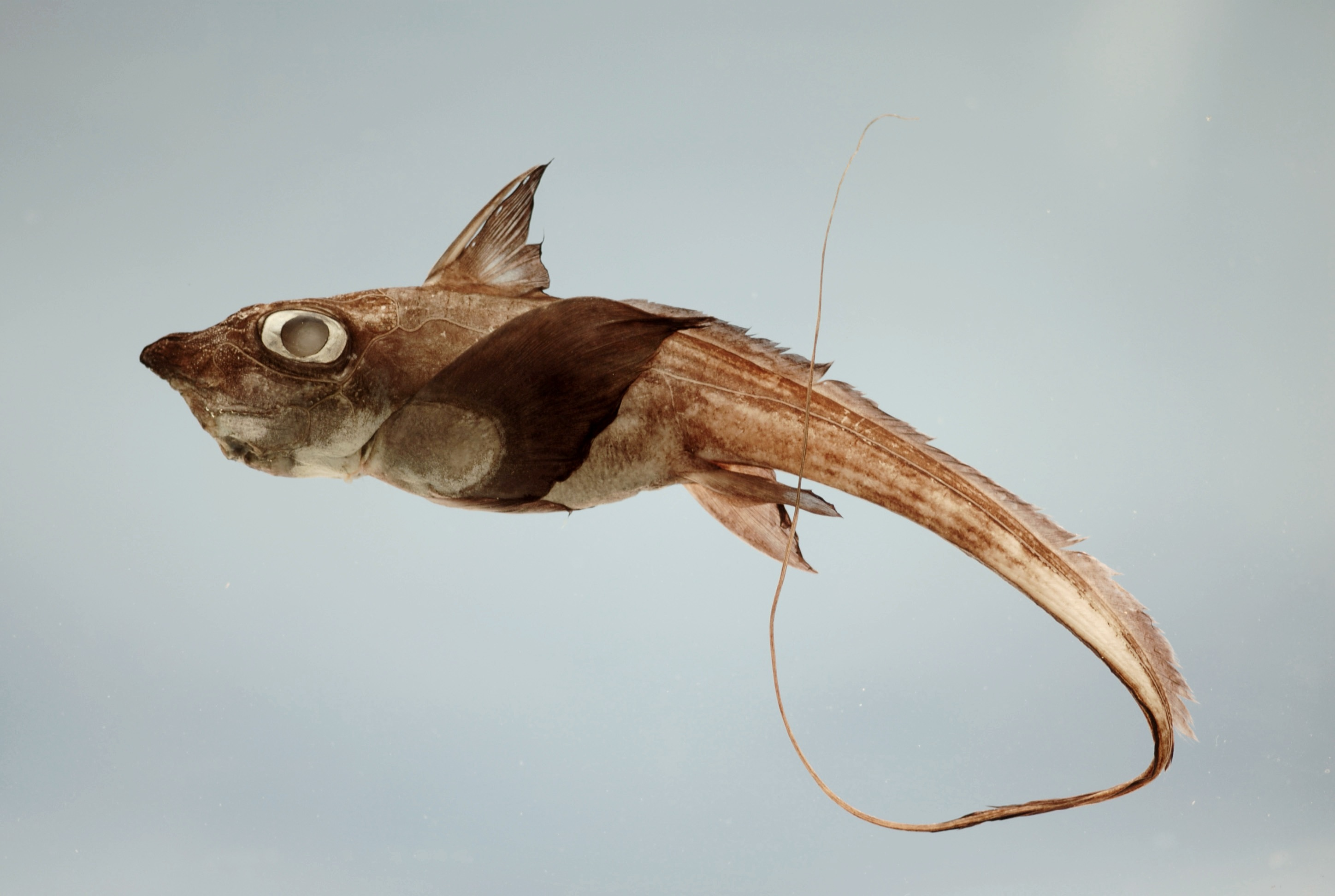
Hydrolagus alberti

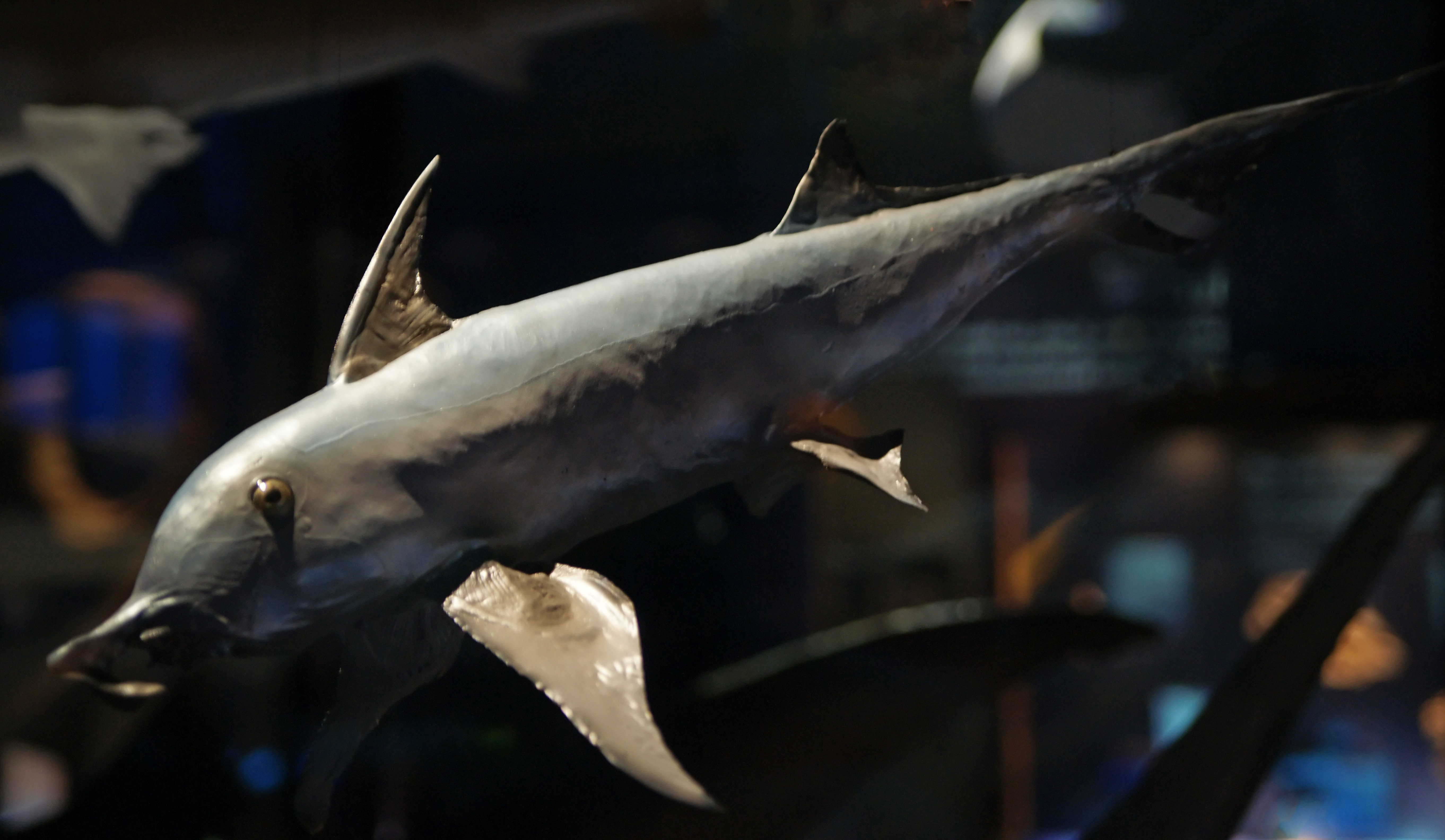
Callorhinchus callorynchus – okaz z Muzeum Historii Naturalnej w Wiedniu

## Systematyka
Do zrosłogłowych zaliczany jest jeden współcześnie występujący rząd:
- Chimaeriformes Obruchev, 1953  – chimerokształtne[7]

Opisano również rzędy wymarłe:
- Iniopterygiformes Zangerl & Case, 1973
- Orodontiformes Zangerl, 1981
- Eugeneodontiformes Zangerl, 1981
- Petalodontiformes Zangerl, 1981
- Debeeriiformes Nelson, 2006
- Helodontiformes Nelson, 2006
- Psammodontiformes Obruchev, 1953
- Copodontiformes Obruchev, 1953
- Squalorajiformes Patterson, 1965
- Chondrenchelyiformes Moy-Thomas, 1939
- Menaspiformes Nelson, 2006
- Cochliodontiformes Obruchev, 1953